# Збірна Італії з хокею із шайбою
Збірна Італії з хокею із шайбою (італ. Nazionale di hockey su ghiaccio maschile dell'Italia) — національна команда Італії з хокею із шайбою, що представляє країну на міжнародних змаганнях. Управління збірною здійснюється Італійської федерацією видів спорту на льоду.
Збірна Італії перший міжнародний матч провела 14 березня 1924 року зі збірною Швеції (1:7), на чемпіонаті світу — 31 січня 1930 року в Шамоні зі збірною Угорщини (2:0). Найкращий результат команди на світових форумах — 4-е місце (1953), на зимових Олімпійських іграх — 9-е місце (1936).
Станом на 2022 рік у світовому рейтингу ІІХФ збірна Італії займає 17-е місце.

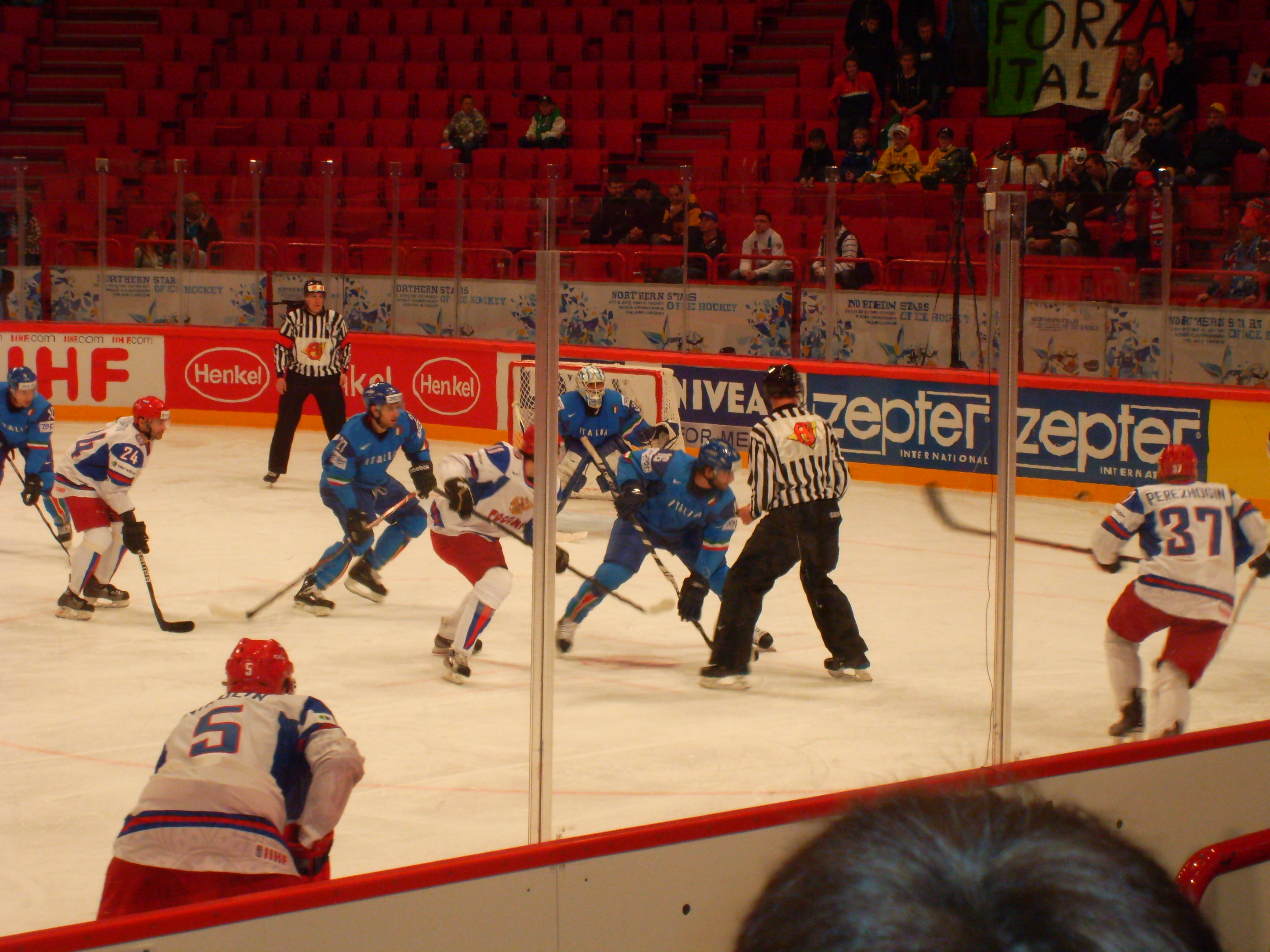
Матч Італія - Росія

## Результати

### Виступи на Олімпійських іграх
- 1936 — 9-е місце
- 1948 — 8-е місце
- 1956 — 7-е місце
- 1964 — 15-е місце
- 1984 — 9-е місце
- 1992 — 12-е місце
- 1994 — 9-е місце
- 1998 — 12-е місце
- 2006 — 11-е місце

### Виступи на чемпіонатах Європи
- 1924 — 5-е місце
- 1926 — 8-е місце
- 1929 — 4-е місце

### Виступи на чемпіонатах світу
- 1930 — 10-е місце
- 1933 — 11-е місце
- 1934 — 9-е місце
- 1935 — 8-е місце
- 1939 — 9-е місце
- 1951 — 8-е місце (1-е місце група В)
- 1952 — 12-е місце (3-є місце група В)
- 1953 — 4-е місце (1-е місце група В)
- 1955 — 10-е місце (1-е місце група В)
- 1959 — 10-е місце
- 1961 — 12-е місце (4-е місце група В)
- 1964 — 15-е місце (4-е місце група В)
- 1966 — 17-е місце (1-е місце група В)
- 1967 — 13-е місце (5-е місце група В)
- 1969 — 14-е місце (8-е місце група В)
- 1970 — 16-е місце (2-е місце група С)
- 1971 — 14-е місце (8-е місце група В)
- 1972 — 15-е місце (2-е місце група С)
- 1973 — 14-е місце (8-е місце група В)
- 1974 — 16-е місце (2-е місце група С)
- 1975 — 13-е місце (7-е місце група В)
- 1976 — 15-е місце (7-е місце група В)
- 1977 — 18-е місце (1-е місце група С)
- 1978 — 15-е місце (7-е місце група В)
- 1979 — 20-е місце (2-е місце група С)
- 1981 — 9-е місце (1-е місце група В)
- 1982 — 7-е місце
- 1983 — 8-е місце
- 1985 — 11-е місце (3-є місце група В)
- 1986 — 10-е місце (2-е місце група В)
- 1987 — 14-е місце (6-е місце група С)
- 1989 — 10-е місце (2-е місце група В)
- 1990 — 10-е місце (2-е місце група В)
- 1991 — 9-е місце (1-е місце група В)
- 1992 — 12-е місце
- 1993 — 8-е місце
- 1994 — 6-е місце
- 1995 — 7-е місце
- 1996 — 7-е місце
- 1997 — 8-е місце
- 1998 — 10-е місце
- 1999 — 13-е місце
- 2000 — 12-е місце
- 2001 — 12-е місце
- 2002 — 15-е місце
- 2003 — 23-є місце (4-е Дивізіон І Група В)
- 2004 — 19-е місце (2-е Дивізіон І Група В)
- 2005 — 18-е місце (1-е Дивізіон І Група В)
- 2006 — 14-е місце
- 2007 — 12-е місце
- 2008 — 16-е місце
- 2009 — 18-е місце (1-е Дивізіон І Група В)
- 2010 — 15-е місце
- 2011 — 18-е місце (1-е Дивізіон І Група А)
- 2012 — 15-е місце
- 2013 — 18-е місце (2-е Дивізіон І Група А)
- 2014 — 15-е місце
- 2015 — 5-е місце (дивізіон I, група A)
- 2016 — 2-е місце (дивізіон I, група A)
- 2017 — 16-е місце
- 2018 — 2-е місце (дивізіон I, група A)
- 2019 — 14-е місце
- 2021 — 16-е місце
- 2022 — 15-е місце
- 2023 — 3-є місце Дивізіон ΙА
- 2024 — 3-є місце Дивізіон IA
- 2025 — 2-е місце Дивізіон ΙА